# 光沢毅
光沢 毅（みつざわ たけし、1936年9月13日 - ）は長野県飯田市出身の野球選手（投手、外野手）・監督・解説者、ブラインドゴルフ選手。

## 来歴・人物
終戦翌年の1946年に小学4年生で野球を始め、中学時代は投手のほか、様々なポジションをこなした。
飯田長姫高時代は授業中もゴムまりで鍛えた握力で鋭いドロップを投げ、2年春に、3年生のエースが受験勉強のために退部し、代わりにエースとなった。
3年次の1954年、登録身長160cm、実際の身長は157cm、体重51kgの短躯ながら左腕エースとして春の選抜に初出場。1試合平均で12個の三振を奪うなど、剛球投手として注目されたが、完全な光沢のワンマンチームで、チーム自体はそれほど注目されていなかった。
飯田長姫は長野県内でも目立たずに全国的には全く無名であったが、大会出場校に選抜され、初戦（2回戦）の相手は、優勝候補筆頭の名門・浪華商であったが、2回に1死二、三塁のピンチを迎えると牽制で刺す。内野安打で得た虎の子の1点を、光沢が守り抜いて4安打完封、1-0で初勝利。
準々決勝で片田謙二・須藤豊を擁する強豪の高知商相手に7回まで無安打に抑える一方で、自ら2打点を叩き出した。2安打1失点の完投勝利で、接戦を2-1でものにした。
準決勝で西園寺昭夫を擁する熊本工を完封、6-0で快勝して遂に決勝進出を決めた。
決勝では小倉高の2年生エース畑隆幸と投げ合い、光沢は初回にピンチを迎える。先頭打者から安打と四球を許し、次打者のバントが内野安打になり無死満塁とされてしまうが、打球を処理した光沢は二塁走者の離塁を見逃さず、すかさず二塁へ送球しタッチアウト。さらに三塁にも転送され、本塁を狙った三塁走者も刺してピンチを切り抜けた。3回にも1死満塁のピンチを招いたが、巧みな投球術でスクイズを見事にかわして、無失点で切り抜けた。そして、4回の攻撃で、光沢が安打で出塁、清水・小林の連打で決勝となる貴重な1点を挙げる。その後は両軍とも無得点のまま試合終了、1-0で完封勝利、優勝を飾る。4試合で僅かに1失点、3完封という快投で長野県勢初の選抜大会優勝に導き、甲子園の常連校を次々になぎ倒す快進撃で立役者となった左腕の光沢は、試合後にグランドでインタビューを受け「小さな大投手」と讃えられた。
準決勝の直後には右足が化膿して治療し、雨で決勝戦が1日延びたため事なきを得たが、予定通り行われていた場合は、光沢の登板はなかったとされる。
この大会からテレビ中継も始まり、初戦となった2回戦に勝つと、まだ優勝していないにもかかわらず、実況アナウンサーが「飯田長姫、優勝!」と叫んでしまうハプニングもあった。
長野県勢の優勝は、中島治康を擁する松本商が制した1928年の夏以来であり、春を制したのは初めてであった。長野県勢が甲子園を制したのは2021年現在もこの2度だけであり、飯田長姫は、1935年の旧・飯田商時代に1度だけ選手権出場（1回戦敗退）しているが、この選抜初出場・初優勝以来、春夏通じて甲子園出場は果たしていない。帰郷後は一日飯田市長を務め、野球嫌いであった両親が初めて「良かったね」と言ってくれた。
高校卒業後は1955年に明治大学へ進学し、在学中は高校時代の酷使による左肩の故障を隠して1000球ピッチング練習に耐え、東京六大学リーグでも7勝を記録したが完投は無く、1番・中堅手としても出場した。同郷の大先輩である島岡吉郎監督による直接進学で、1年次の1955年には東大戦で初勝利を挙げたほか、秋季で優勝も経験。その後は早大、立大の後塵を拝し、優勝には届かなかった。
大学卒業後は1959年に故郷・長野へ戻り、三協精機に入社。投手から正式に外野手に転向すると 、俊足好打で活躍。県真澄、岡野義光、森本潔と共にプレーし、1961年には1番・中堅手として初の都市対抗出場に貢献。この大会では1回戦で日本石油の佐々木吉郎に抑えられ敗退するが、同年には産業対抗初出場も決める。1964年の大会では1回戦で初出場の山門鉄工所を降し初勝利を挙げるが、2年ぶり3度目の大会出場となった1966年限りで現役を引退。
引退後は三協精機の監督（1967年 - 1977年）として活躍し、5年連続も含む7度の都市対抗出場（1969年, 1971年 - 1975年, 1977年）を果たすなど手腕を発揮する傍ら、長野の野球復興にも精力的に動いた。1970年の産業対抗で準優勝、1971年の都市対抗でベスト4、1974年には大塚喜代美を擁して第1回社会人野球日本選手権大会で優勝に導く 。1970年代には新潟県の電気化学、富山県の日本カーバイドと幾つかの有力チームが活動停止となる中で頭角を現し、信越地区の強豪チームとして名を知られたが、当時は石川県が北陸（または東海北陸）地区に含まれていたため、電電北陸や西川物産などの強豪との地区内対決もなかったので、補強選手に恵まれなかった。
監督業の傍らで選抜選考委員やNHK高校野球解説者も長く務め、母校・明大でも1977年秋季に助監督代行、1978年秋季に監督を務めた。光沢は選手の自主性を重んじるタイプで、島岡とは練習方法も異なった。合宿に陣取る島岡は朝早く起きて「選手皆集まれ」と言って練習していたため、光沢は怒り心頭となり、1979年2月には大学関係者の間で後任監督問題と島岡の処遇について揉める。スポーツ紙ばかりか全国紙にも監督問題が取り上げられる騒ぎとなり、光沢は勤務先の都合で1シーズン限りで交代している。
その後は三協精機に戻ったものの、間もなく同チームは解散し、社業に就いた。
退社後は諏訪市で建設系の会社を経営し、後に光星学院元監督で明秀学園日立現監督の金沢成奉が運転手を務めていた。1987年9月には静岡県で親交の深かった星野仙一とのゴルフコンペの帰りに交通事故に遭い失明するが、入院中の1988年には朝日新聞のインタビューに答えた。松商学園が県内トップに君臨し、その打倒を目指して他校が腕を磨く構図が薄らいだのを「ドングリの背比べ時代」と言い切り、「こんな時こそ指導者のレベルアップが大切なのに、長野県は縄張り意識ばかり強くて、講習会すら満足に開かない」と続けるなど持論を展開。
その後は茅野市で会社を経営していたが、1991年には明大相撲部元監督と共に明大替え玉受験事件の仲介役の中心人物を務め、逮捕されている。
1995年頃からブラインドゴルフを始め、2000年にはブラインドゴルフ・ジャパンオープン・チャンピオンシップで総合優勝し、1998年と2000年には世界選手権にも出場している。
現在はリトルシニア関西連盟所属の中学生硬式野球クラブ「摂津千里丘リトルシニア」会長を務め、少年育成にも力を注いでいる。

## 指導した主な選手

### 三協精機監督時代
- 内田俊雄（のち亜細亜大学監督）
- 会田照夫（ヤクルトアトムズ→ヤクルトスワローズ）
- 池島和彦（阪神タイガース）
- 山口富夫（太平洋クラブライオンズ・読売ジャイアンツ）
- 玉井信博（読売ジャイアンツ・太平洋クラブライオンズ→クラウンライターライオンズ→西武ライオンズ）
- 伊藤文隆（阪神タイガース）
- 佐々木正行（のち大昭和製紙・ヤクルトスワローズ・日本ハムファイターズ）
- 小嶋正宣（阪急ブレーブス・中日ドラゴンズ）
- 田中昌宏（阪神タイガース）
- 平田恒雄（中日ドラゴンズ）
- 中村昭（読売ジャイアンツ）
- 上田芳央
- 大塚喜代美
- 坂田松一
- 鈴木一比古
- 谷口善章
- 幡野正秋
- 樋江井忠臣
- 星山和久

### 明大監督時代
- 高橋三千丈（中日ドラゴンズ）
- 鹿取義隆（読売ジャイアンツ・西武ライオンズ）
- 豊田誠佑（中日ドラゴンズ）

## 著書
- 『甲子園野球 練習と試合』成美堂出版、1976年